# Apocalypse '77
Apocalypse '77 è una raccolta della band hardcore punk The Exploited pubblicata nel 1992 dalla Relativity Record.

## Tracce
1. Let's start a war (Said Maggie one day)
2. Don't forget the chaos
3. Psycho
4. Jesus is dead
5. Maggie
6. Horror epics
7. Police informer
8. Safe below
9. Punk's not dead
10. I hate you

## Formazione
- Wattie Buchan - voce
- Fraser Rossetti - chitarra e voce
- Mark Smellie - basso e voce
- Willie Buchan - batteria